# Alchemilla amphiargyrea
Alchemilla amphiargyrea är en rosväxtart som beskrevs av Robert Buser. Alchemilla amphiargyrea ingår i släktet daggkåpor, och familjen rosväxter. Inga underarter finns listade i Catalogue of Life.